# Вригт, Георг Хенрик фон
Георг Хенрик фон Вригт (швед. Georg Henrik von Wright, ˈjeːɔrj ˈhɛnːrɪk fɔnˈvrɪkːt; 14 июня 1916, Гельсингфорс, Великое княжество Финляндское — 16 июня 2003, Хельсинки, Финляндия) — финский философ и логик. Представитель аналитической философии. В 1968—1970 годах — президент Академии Финляндии. Близкий друг Людвига Витгенштейна.

## Биография
Имел как шведско-финское, так и шотландское происхождение; его семья получила дворянское звание в 1772 году. Окончил Хельсинкский университет (1937) и Кембриджский университет (1939). С 1943 года — доцент Хельсинкского университета, а с 1946 года — профессор. Докторская диссертация «Логические проблемы индукции» (1941).
В 1948 году был приглашен в Кембридж, где работал под руководством Людвига Витгенштейна, и с его же подачи стал его преемником в должности на кафедре философии. С 1951 года вновь в Финляндии, почётный профессор Хельсинкского университета. В 1965—1977 годах был профессором Корнеллского университета (США).
Действительный член Академии Финляндии (1961), в 1968—1970 годах её президент и президент Финского научного общества. В 1975—78 годах президент Международного института философии.
Преподавал в университетах США и Европы, член множества академий и научных обществ, почетный доктор многих университетов разных стран мира. Член-корреспондент Британской академии (1961).
Выступал против американских массированных бомбардировок во время войны во Вьетнаме. Посещал летнюю школу на Корчуле, организованную школой «Praxis». 
В 1986 получил премию Александра Гумбольдта и высшую премию Шведской академии, в 1993 — литературную премию Сельмы Лагерлёф, а в 1998 — премию Tara Дениельсона.
Умер в Хельсинки 16 июня 2003 года. Похоронен на кладбище Инкоо.

## Философский вклад
Автор множества научных работ по философии и логике, статей и эссе по вопросам науки и культуры.
Его философские взгляды формировались под влиянием Мура, Ч. Д. Броуда и финского философа Э. Кайла, но особенно сильным было влияние Л. Витгенштейна. Вригт — один из самых значительных представителей аналитической философии XX в. Он был тесно связан с Венским кружком. Его научные интересы сосредоточены преимущественно в области философии науки, эпистемологии и неклассической логики. Он исследовал проблемы времени и изменения, причинности, детерминизма и вероятности, анализировал способы формализации дедуктивных рассуждений в различных сферах человеческой деятельности и проблемы индукции. В логических работах Вригта содержатся идеи, положившие начало ряду новых разделов современной логической науки, имеющих существенный философский и прикладной интерес. К ним относятся деонтическая логика, релевантная логика, временная логика, логика действий, логика оценок и предпочтений, логика изменения и логика истины.
Другая жилка в трудах фон Вригта — моралистическая и пессимистическая. В течение последних двадцати лет своей жизни писал под влиянием Освальда Шпенглера, Юргена Хабермаса и размышлений Франкфуртской школы о современной рациональности. Его самая известная статья этого периода называется «Миф о прогрессе» (1993).
Вригт — автор исследований по аналитической и прикладной логике, эссе о литературе и писателях, в том числе о Толстом и Достоевском, популярных книг по философии и научному познанию, статей, отстаивающих гуманистические идеи в западной культуре и современном обществе.

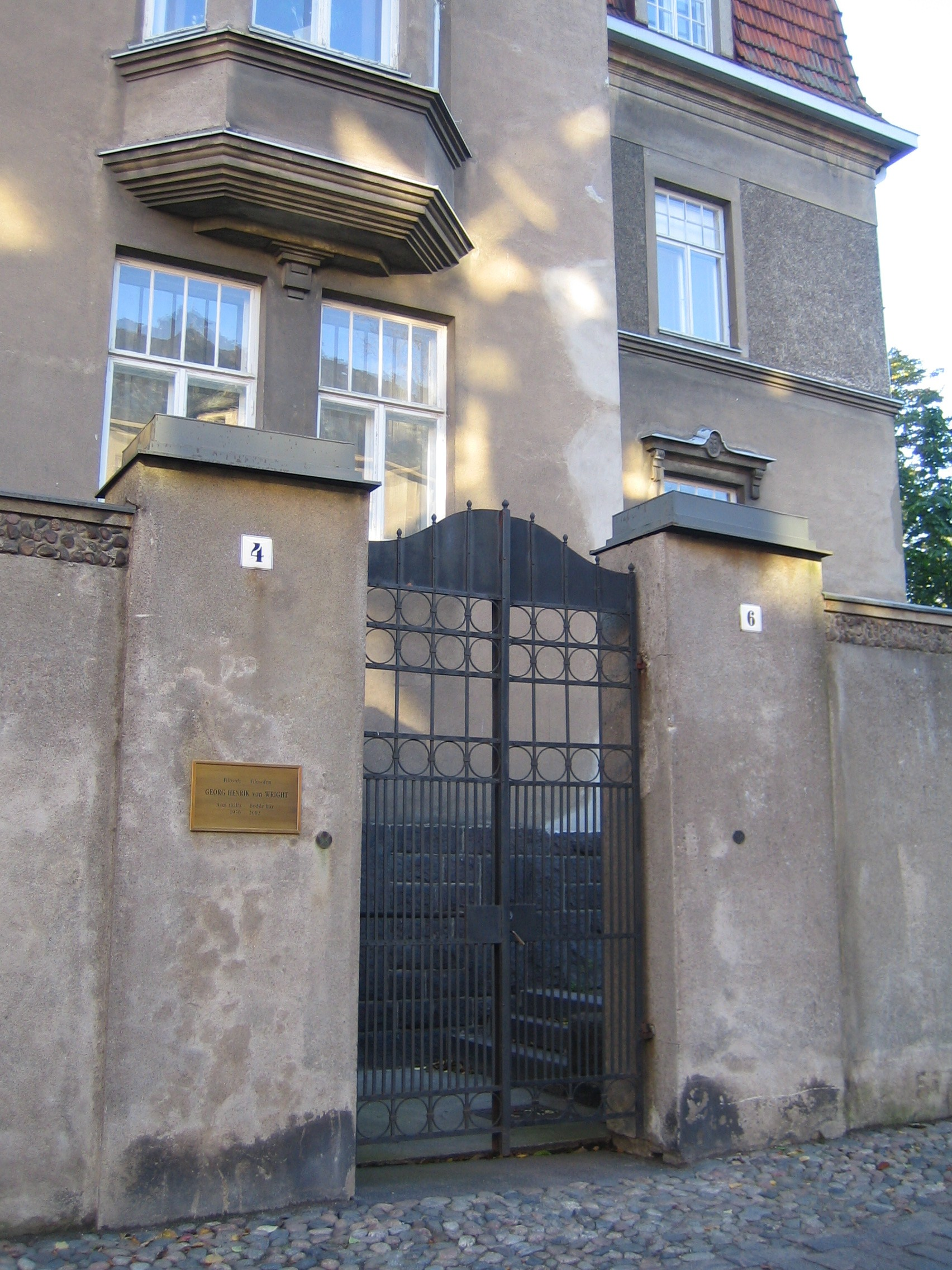
Дом фон Вригта

## Основные произведения
- 1986 — Логико-философские исследования. Избранные труды. (Переводчик: Е. И. Тарусина, А. С. Карпенко и др. (Жанр: аналитическая философия XX века) Издательство: «Прогресс», Москва Язык: Русский Количество страниц: 593 (+1 обл.)
- 2000 — Три мыслителя.